# Arca (muzician)
Alejandra Ghersi Rodríguez (n. 14 octombrie 1989, Caracas, Venezuela), cunoscută profesional ca Arca, este o muziciană și producătoare de discuri venezueleană cu sediul în Barcelona, Spania. Ea a început inițial să lanseze muzică sub numele de Nuuro. După ce a participat la Institutul de Muzică Înregistrată Clive Davis, Ghersi a lansat prima dată EP-ul Baron Libre (2012) sub numele Arca și ulterior a lansat EP-urile Stretch 1 și Stretch 2; acesta din urmă a experimentat cu hip-hop-ul și a atras atenția unor publicații muzicale proeminente.
Ea și-a lansat primele două albume, Xen și Mutant, în 2014, respectiv 2015. Al treilea album, care este și eponim, Arca (2017), a devenit primul care conținea în mod proeminent vocea artistei. Din 2020 până în 2021, Ghersi a lansat cvintetul Kick, începând cu albumul Kick I (2020) și terminând cu Kick IIIIII (2021); aceste înregistrări conțin influențe din stiluri muzicale precum IDM, reggaeton, avant-pop, techno și ambient. Ghersi a încorporat frecvent teme legate de identitatea de gen, identificarea non-binară și psihosexualitatea în munca sa, în special după ce și-a dezvăluit identitatea de gen în 2018.
De asemenea, Ghersi a lucrat frecvent cu alți artiști în calitate de producător și colaborator. Ea a primit credite de producție pentru proecte muzicale precum Yeezus (2013) de Kanye West, EP2 (2013) de FKA Twigs, LP1 (2014) și Vulnicura (2015), Utopia (2017) de Björk. De asemenea, a contribuit la muzica unor artiști precum Kelela, The Weeknd, Frank Ocean, Planningtorock, Rosalía, Sia, Shygirl și Lil Uzi Vert.

## Începutul vieții
Arca s-a născut la Caracas ca Alejandro Ghersi.  Tatăl ei, Henrique Ghersi Rossón, este bancher de investiții și fondator al VIP Capital (Venezuelan Investment Partners), o firmă de investiții bancare din Venezuela.  În plus, are un frate mai mare a cărui colecție de muzică o asculta frecvent în timpul copilăriei. 
Familia Ghersi s-a mutat în Darien, Connecticut, când Ghersi avea trei ani, înainte de a se întoarce la Caracas când ea avea nouă ani. După ce s-a întors la Caracas, Ghersi a început în cele din urmă să cânte la toba de frecare și a început să producă muzică electronică în FL Studio .  Ea a lansat muzică în adolescență sub numele de Nuuro și a primit o popularitate moderată în țara natală, cu laude de la mari artiști naționali precum Los Amigos Invisibles .  Ea a făcut, de asemenea, colaborări cu alți artiști venezueleni în această perioadă, cum ar fi programarea sintetizatoarelor din albumul Nuestra, nominalizat la Grammy al lui La Vida Bohème . Ea a urmat mai târziu Institutul de Muzică Înregistrată Clive Davis de la NYU . 

## Carieră

### 2012–2016: Producție muzicală, EP-urileStretch,&&&&&,XenșiMutant
La 1 februarie 2012, Ghersi a lansat EP-ul de debut Baron Libre, prin UNO NYC.  Mai târziu în acel an, ea a lansat EP-urile Stretch 1 pe 19 aprilie și Stretch 2 pe 6 august.  
În 2013, ea a fost creditată pentru producția suplimentară, programarea și scrierea de cântece pentru cinci dintre cântecele rapperului american Kanye West de pe albumulYeezus, care a fost lansat pe 18 iunie. Ghersi a servit și ca unul dintre cei trei consultanți de producție.  În același an, pe 23 iulie, ea și-a lansat mixtape-ul de debut, &&&&& prin SoundCloud și Hippos in Tanks .  Proiectul a inclus o performanță audio-vizuală alături de Jesse Kanda, care a contribuit cu imaginile, la MoMA PS1 în octombrie 2013.  Pe 17 septembrie, a fost lansat EP2 al lui FKA Twigs, pe care Arca a produs și co-scris toate melodie. 
La 11 septembrie 2014, a fost anunțat că Arca a semnat cu casa de discuri britanică Mute Records și a lansat single-ul principal, „Thievery”, de pe viitorul ei album de debut, Xen . Încă un single a fost lansat înainte de lansarea albumului, „Now You Know”, pe 31 octombrie 2014, alături de un videoclip muzical. Xen a fost lansat pe 4 noiembrie 2014 prin Mute Records .  Arca a adus contribuții semnificative la cel de-al optulea album de studio al lui Björk, Vulnicura, care a fost lansat pe 20 ianuarie 2015.  Ea a fost creditată co-producător a șapte dintre melodii și co-scriitoare a două.   Potrivit lui Ghersi, cei doi au început să colaboreze după ce managerul ei a trimis proiectul &&&&& echipei lui Björk, iar muzicianul a contactat-o prin e-mail, marcând prima din numeroase colaborări între cele două artiste.
Ghersi a colaborat cu cântăreața americană Kelela la EP-ul său Hallucinogen, care a fost lansat în octombrie 2015. Ea a fost creditată pentru producția, înregistrarea, mixarea și co-scrisul a două dintre melodii, inclusiv piesa eponimă, care este un instrumental de pe &&&&& cu Kelela adăugând vocale improvizate.  Luna următoare, al doilea album de studio al lui Arca, Mutant, a fost lansat pe 20 noiembrie 2015.  Ea a lansat mixtape-ul Entrañas pe 4 iulie 2016, după single-ul „Sin Rumbo”. 

### 2017-prezent: seriaArcașiKick
Pe 22 februarie 2017, Arca a semnat cu XL Recordings și a lansat „Piel”, single-ul principal de pe cel de-al treilea album de studio omonim, Arca .  Piesa a fost remarcată pentru abilitățile vocale ale lui Ghersi, pe care mulți recenzenți le-au considerat un contrast cu lucrările ei mai vechi.    Lansarea lui Arca a fost precedată de încă trei single-uri: „Anoche”,  „Reverie”  și „Saunter”.  Arca a fost lansat pe 7 aprilie 2017 prin intermediul XL Recordings, fiind apreciat pe scară largă de critici muzicali  și a fost prezentat pe numeroase liste pentru cele mai bune albume din acel an.    Pentru a promova albumul, a fost lansat un videoclip pentru „Desafío”  iar „Saunter” și „Reverie” au fost lansate ca single-uri de doisprezece inci . 
Mai târziu, în 2017, Arca a colaborat din nou cu artista islandeză Björk la al nouălea album de studio Utopia, co-producând marea majoritate a discului.  Björk a explicat că albumul a explorat „suprapunerea Arca-Björk”.  Bjork a lansat un videoclip muzical pentru „ Arisen My Senses ” pe 18 decembrie 2017, în care apare și Arca.  Arca a colaborat și cu Kelela la albumul ei de studio de debut, Take Me Apart, lansat în octombrie 2017. Kelela a spus că a „ancorat” albumul și a produs o mare parte din el.  Ea este creditată pentru producerea a patru piese și pentru co-scrierea a două. 
În septembrie 2019, Arca a susținut o serie de spectacole la locul cultural The Shed din New York, în timpul unei ședințe foto live pentru un „proiect care nu a fost încă lansat”. Seria, intitulată „Mutant;Faith” a avut loc în perioada 25 septembrie - 28 septembrie și a constat din patru acte.  A fost remarcat de Rachel Hahn de la 'Vogue și Matt Moen de 'la Paper pentru natura sa improvizată  în timp ce acesta din urmă a remarcat și elementul interactiv al spectacolelor.  Spectacolele au avut apariții ale lui Björk și ale actorului american Oscar Isaac . 
Pe 19 februarie 2020, Arca a lansat un single de 62 de minute numit „ @@@@@ ”  împreună cu un acompaniament audiovizual regizat de Frederik Heyman.  Piesa a fost lansată prin XL Recordings pe 21 februarie.  Alături de single, au fost anunțate 13 turnee internaționale pentru primăvara 2020.  Al patrulea album al ei Kick I, cu Björk, Rosalía, Shygirl și Sophie, a fost anunțat pe 8 martie 2020  ca parte a unei antologii și lansat pe 26 iunie 2020; pentru acest album Arca a fost nominalizat la premiile Grammy 2021 .   Albumul Kick I prezintă mai multe piese de succes, precum și câteva clipuri muzicale, cel mai notabil fiind cel al piesei Mequetrefe.  Pe 2 aprilie, Arca a avut un stream twitch de 6 ore cu un mix DJ numit „^^^^^ (Circumflex)”, care a avut mai târziu premiera la radioul NTS pe 2 mai. În iulie 2020, a fost anunțat că va fi lansată o reeditare a proiectului &&&&&, iar piesa „Knot” a fost lansată ca single principal. Mixtape-ul a fost reeditat pentru a sărbători aniversarea label-ului experimental PAN din Berlin .  În septembrie 2021, remixul lui Arca al „ Rain on Me ” de Lady Gaga și Ariana Grande, care samplează piesele „Time” și „Mequetrefe” din Kick I, a fost lansat ca parte a albumului de remixuri Dawn of Chromatica al lui Gaga.  
Pe 24 iunie 2021, Arca a prezentat un EP cu șapte piese denumit „Issued by Bottega”, creat special pentru casa de modă de lux, proiect care a fost disponibil numai în Bottega Veneta 2021 Digital Journal.  Albumele care urmează după Kick I, intitulate Kick II, Kick III și Kick IIII, au fost programate inițial să fie lansate pe 3 decembrie 2021.  Cu toate acestea, albumele au fost scoase unul după celălalt în decursul aceleiași săptămâni, începând cu Kick II care a fost lansat pe 30 noiembrie.   O a cincea tranșă, Kick IIIIII, a fost lansată „ca o surpriză” pe 3 decembrie.  Arca a coprodus piesa „ Tears in the Club ” de la FKA Twigs, cu cântărețul canadian The Weeknd, care a fost lansat mai târziu în aceeași lună ca single principal pentru mixtape-ul cântăreței britanice FKA Twigs, Caprisongs .  Arca a produs și piesa „Thank You Song” de FKA Twigs, piesa de încheiere din același mixtape. 
Arca apare pentru scurt timp într-un interludiu video în timpul turneului mondial Renaissance al lui Beyoncé și a făcut o apariție surpriză la concertul din 8 iunie 2023 de la Barcelona, orașul unde artista locuiește, în deschidere pentru Beyoncé. 